# Икономическа свобода
Икономическата свобода е термин, който се използва в икономически и политически дебати, и тук, както и с общия термин свобода има различни дефиниции, което води до липсата на общоприета дефиниция, за това какво икономическата свобода означава.  Може би основният подход към икономическата свобода идва от либертарианците, които настояват на свободния пазар и частната собственост, а други разширяват изследването на икономика на благосъстоянието върху индивидуалния избор, където по-голямата икономическа свобода трябва да дойде от по-голяма група (в технически смисъл) от възможни избори . Във философски контекст - това е полагането на ударение върху дистрибутивното правораздаване и основните свободи на всеки индивид. 